# Pfalz-Ardenner
Der Pfalz-Ardenner ist eine vergleichsweise junge Pferderasse, die um 1900 entstand. Die züchterische Basis der Rasse Pfalz-Ardenner war und ist auch heute noch durch Zuchttiere der französischen Kaltblutrassen, wie insbesondere Lothringer, Comtois und Ardenner, sowie durch Belgier, Rheinisch-Deutsches Kaltblut und Süddeutsches Kaltblut gekennzeichnet. Die Reinzucht war von Beginn an kein Dogma. Das Zuchtbuch des Pfalz-Ardenner ist seit jeher offen gewesen. In den nunmehr zurückliegenden rund 100 Jahren Pfalz-Ardenner-Zucht im Zuchtgebiet Rheinland-Pfalz-Saar orientierte sich die züchterische Arbeit klar am Zuchtziel und nutzte die Vorzüge der genannten Rassen, um zu einem Kaltblüter zu kommen, der gefragt und somit verkaufbar ist. Bei der Hereinnahme der Veredlerrassen ist dem Erhalt der rassespezifischen Merkmale des Pfalz-Ardenners in besonderem Maße Rechnung zu tragen. Vor dem Hintergrund der Konsolidierung der Rasse des Pfalz-Ardenners sieht das aktuelle Zuchtprogramm vor, dass ab dem Geburtsjahrgang 2008 ein Pfalz-Ardenner mindestens ein Elternteil der Rasse Pfalz-Ardenner vorweisen muss.

## Zuchtziel gemäß Pferdezuchtverband Rheinland-Pfalz-Saar
Gezüchtet wird ein vielseitig verwendbares, leichtes bis mittelschweres Kaltblutpferd mit raumgreifendem und lockerem Bewegungsablauf. Auf Umgänglichkeit, Ausgeglichenheit und Leistungsbereitschaft sowie Leistungsfähigkeit wird besonderer Wert gelegt. 
- Herkunft: Ursprünglich entstanden aus Importen aus Elsass und Lothringen sowie geringen Importen aus Bayern. Hauptverbreitungsgebiet des Pfalz-Ardenners war das ehemalige Pfälzer Zuchtgebiet im Süden des heutigen Rheinland-Pfalz.

- Größe ca. 152 bis 162 cm
- Farben: Füchse, Braune, Rappen, Schimmel (Rapp-, Braun- und Fuchsschimmel)
- Gebäude: 
  - Kopf: ausdrucksvoll mit breiter Stirn und freundlichen Augen
  - Hals: geschwungen, gut aufgesetzt, genügend Ganaschenfreiheit
  - Körper: mittelrahmig, muskulös, Brust mit guter Breite, gute Gurtentiefe, gut gelagerte Schulter, gut bemuskelte Kruppe
- Fundament: trocken, korrekt und ohne üppigen Beinbehang; harte Hufe bei guter Form
- Bewegungsablauf: 
  - Schritt: fleißig, im klaren Takt und gutem Raumgriff
  - Trab: lockere Bergaufbewegung mit guter Schulterfreiheit und schwingendem Rücken bei guter Hinterhandtätigkeit
  - Galopp: fleißig, im klaren Takt bei guter Hinterhandtätigkeit
- Verwendung: land- und forstwirtschaftliches Arbeitspferd, Freizeitpferd, das neben seiner Eignung zum Ziehen und Fahren auch eine für den Kaltblüter besondere Eignung zum Freizeitreiten besitzt.
- Besondere Merkmale: gutes Temperament, Umgänglichkeit, Fleiß und Leistungsbereitschaft, Freizeitreiteignung

2022 gab es in Deutschland 27 eingetragene Pfalz-Ardenner Zuchtstuten und 5 registrierte Fohlen.